# 黄木犀草
黄木犀草（学名：Reseda luteola），为木犀草科木犀草属下的一个植物种。